# Johann Philipp Franz von Schönborn
Johann Philipp Franz von Schönborn (né le 15 février 1673 à Wurtzbourg, mort le 18 août 1724 à Bad Mergentheim) est prince-évêque de Wurtzbourg de 1719 à 1724.

## Biographie
Il est le fils aîné de Melchior Friedrich von Schönborn-Buchheim (de), ministre de l'Électorat de Mayence, et de son épouse, la baronne Maria Anna Sophia von Boineburg, le neveu de l'archevêque et prince-électeur de Mayence Lothar Franz von Schönborn. Ses plus jeunes frères, les princes-évêques Frédéric-Charles de Schönborn-Buchheim et Damien de Schönborn-Buchheim ainsi que l'archevêque de Trèves François-Georges de Schönborn. 
En 1681, il fréquente une école jésuite à Aschaffenbourg et étudie en 1693 à Wurtzbourg, Maynce et Rome. 
Ses premières expériences diplomatiques se font en Angleterre, aux Pays-Bas et en France, à Versailles, lieu qui le marque fortement. Chapitre en 1685, il rejoint en 1699 la cathédrale de Würzburg et est élu évêque de Wurtzbourg en 1719. Il reçoit l'ordination de son oncle Lothar Franz von Schönborn aux dépens de son frère Frédéric-Charles. Son oncle le regrettera quand il vit le gouvernement de son neveu qui devient impopulaire.
Devenu comte impérial en 1701, il montra l'éclat de son anoblissement en quittant les appartements de la vieille citadelle pour la Résidence de Würzburg. En cinquante ans, un million et demi de florins sera englouti dans ce projet. La forte augmentation des impôts pour financer ces constructions commencées en 1720, suscite le mécontentement. Le prince évêque engagea le jeune Johann Balthasar Neumann pour seconder Dientzenhofer. Neumann fit ses preuves et s'imposa comme maître de l'œuvre qui allait l'occuper plus de trente ans.
Il fait faire également la chapelle Schönborn dans la cathédrale en 1721 (qui sera le tombeau familial). 
Par ailleurs, il soutient l'économie en développant les échanges par la navigation.
Après une partie de chasse, Johann Philipp Franz von Schönborn fait un choc et meurt. Sa mort est un soulagement, il était si détesté qu'on a pensé à un empoisonnement.
Il n'habitera jamais la Résidence, construit à un cinquième à sa mort. Ses successeurs continueront de financer les onéreux travaux. Il est inhumé à la chapelle Schönborn.